# Ben Canham
Benjamin "Ben" Canham, född 28 juni 1997, är en australisk roddare.

## Karriär
Vid VM 2023 i Belgrad tog Canham brons tillsammans med Patrick Holt, Joshua Hicks, Timothy Masters, Jack Robertson, Joseph O'Brien, Angus Dawson, Angus Widdicombe och Kendall Brodie i åtta med styrman.